# Томилова (Тюменская область)
Томилова — деревня в Тобольском районе Тюменской области России. Входит в состав Санниковского сельского поселения.
Существовал колхоз «Дружный пахарь», который в 1951 году объединился с другими колхозами района, в единый колхоз имени Калинина.

## География
Находится примерно в 45 км от Тобольска. Автобусное сообщение.

## Население
| 2010 |
| ---- |
| 7    |